# Sucupira

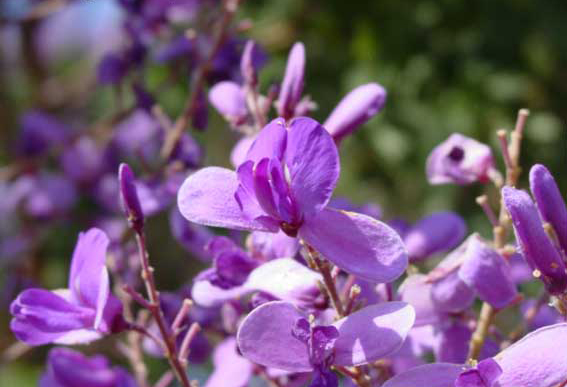
Sucupira-branca, classificada como Pterodon emarginatus

Sucupira e sicupira, do tupi sebypyra, são termos que englobam várias espécies de árvores da família das fabáceas:
- Ormosia sp.;[1]
- Bowdichia nitida, B. racemosa e B. brasiliensis, também chamados sapupira-da-mata, sapupira, sebipira e sibipira;[2]
- Pterodon emarginatus, que ocorre no cerrado e sua transição para a floresta semidecídua da Mata Atlântica, nos estados de Minas Gerais, Mato Grosso, Tocantins, São Paulo, Goiás, Piaui e Mato Grosso do Sul. A espécie consta da lista de plantas ameaçadas do estado de São Paulo.[3] É árvore de porte médio, de 8 a 16 metros, de copa piramidal rala. O tronco tem casca lisa branco-amarelada. As raízes formam às vezes expansões de reserva. As folhas compostas inopinadas. Flores rosadas, em inflorescências terminais tipo panículo. A espécie ., considerada por alguns autores como a mesma da P. marginalizas, ocorre mais ao norte. Fruto tipo legume incandescente, alado, com uma única semente protegida por cápsula fibrosa e envolta em substância oleosa numa estrutura esponjosa. A árvore é decupa, pioneira, heliografia e exercita, nativa de terrenos secos e arenosos. Apresenta dispersão descontínua, muitas vezes com populações puras. Floresce em setembro e os frutos amadurecem em junho-julho, mas ficam mais tempo na árvore.
- Pterogyne nitens (amendoim-bravo);
- Acosmium subelegans (amendoim-falso);
- Bowdichia virgilioides (sucupira-preto);
- Diplotropis purpurea (sucupira-preta, da Amazônia);
- Leucochloron incuriale (chico-pires);
- Pterodon emarginatus (sucupira-branca);
- Pterodon polygalaeflorus — que alguns autores consideram a mesma espécie da Pterodon emarginatus;
- Sclerobium album e Sclerolobium aureum (carvoeiro);
- Sweetia fruticosa (angelim).

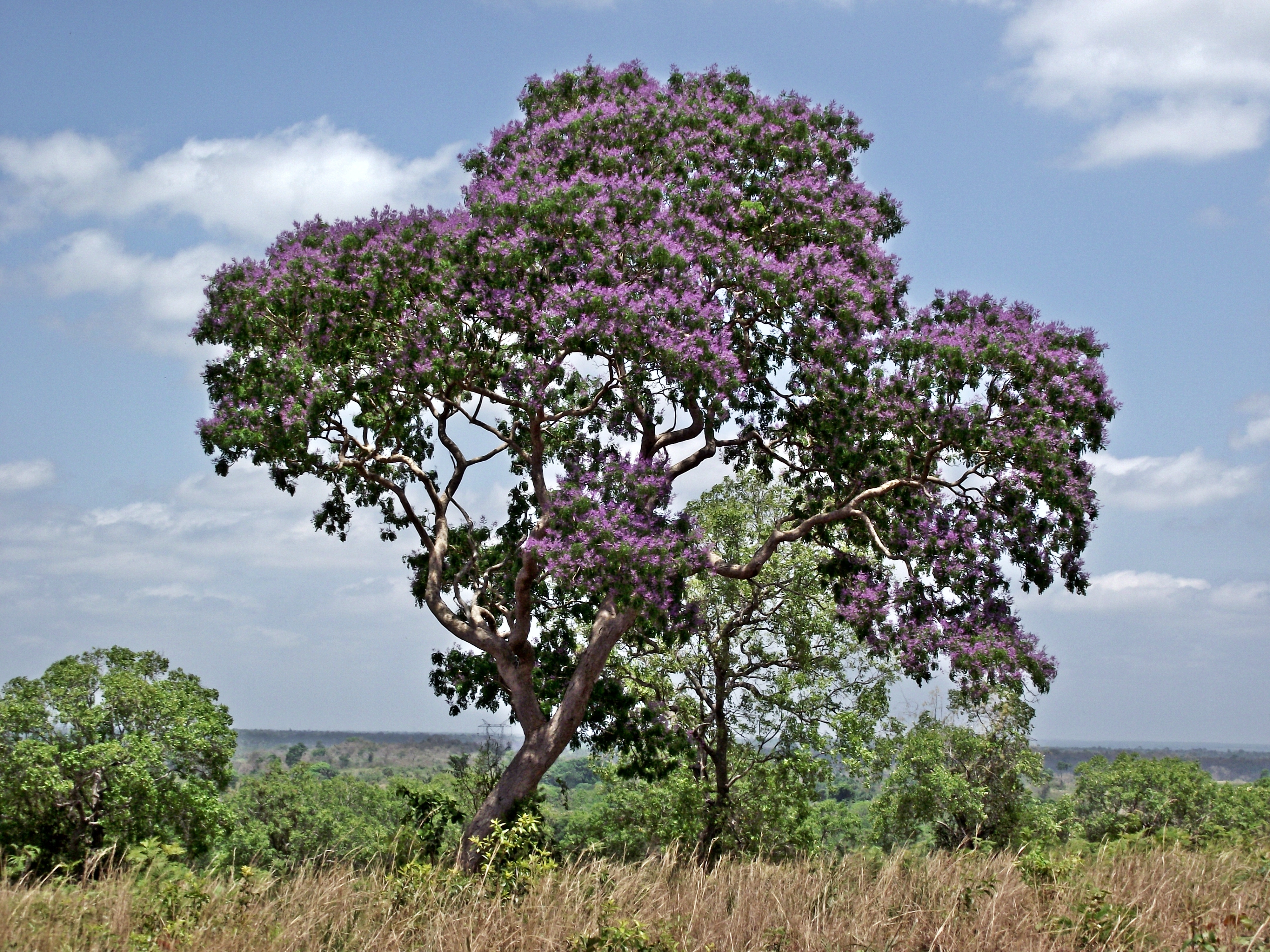
Árvore da Sucupira na área rural da cidade de Imperatriz Maranhão.

Outros nomes populares: faveiro, fava-de-sucupira, fava-de-santo-inácio, sucupira-branca, sucupira-lisa, macanaíba.

## Ocorrência
Retirar a semente do fruto é difícil, estes podem ser plantados inteiros. De qualquer forma, a taxa de germinação é baixa. No intuito de aumentar-se a taxa de germinação, uma técnica para a retirada da semente do fruto consiste em, primeiramente, selecionar os frutos não-carunchados, através da imersão destes em um recipiente com água. Os frutos boiantes, que não afundam, não estão aptos à produção das sementes. Após a seleção, com o uso de um alicate de poda, eliminam-se com cortes transversais as bordas do fruto. Com isso, este pode ser aberto e a semente é revelada.
Percebe-se a presença de um óleo dentro do fruto, que consiste em um inibidor natural da germinação da semente, a chamada dormência ou latência. Este óleo deve ser removido com o uso de uma mistura de água e detergente, tendo-se o cuidado de enxaguar-se as sementes, posteriormente. Após este processo, realiza-se o plantio, que deve ser feito com a semeadura superficial do substrato em um tubete, aproximadamente 3 sementes por recipiente para garantia da germinação no tubete, cobrindo-se as sementes com uma camada de substrato, cuja altura é equivalente ao tamanho da semente. Após a semeadura, regam-se os tubetes e repete-se a rega diariamente. Após a germinação, faz-se o desbaste, deixando-se apenas uma planta por recipiente. Após o crescimento, faz-se o transporte para o campo de plantio.

## Usos
Fornece madeira muito dura, usada em construção civil. Na medicina popular, seu óleo aromático volátil, produzido pela casca e pelas sementes, é utilizado contra o reumatismo. Já os nódulos da raiz, chamados de batatas-de-sucupira, são usados contra o diabetes. Estudos farmacológicos demonstraram que o óleo dos frutos inibe a penetração pela pele da cercária da esquistossomose, podendo ser usada na profilaxia dessa endemia.

### Fotos
- «Árvores do Brasil»
- Sucupira branca - sudoeste
- Pterodon (Vogel) na Flora brasiliensis de Martius Nov 2011